# Tonet Timmermans
Antoinette Timmermans (Lier, 26 maart 1926 – Brugge, 16 april 2020), bekend als Tonet Timmermans, was een Vlaams schrijfster en grafisch kunstenares. Zij was de derde dochter van Felix Timmermans en Marieke Janssens en zus van Lia (Cecilia), Clara en Gommaar Timmermans.

## Biografie
Tonet stopte tijdens de Tweede Wereldoorlog haar studies om een artistieke carrière na te jagen. Ze ging in de leer bij de Lierse kunstschilder Oscar Van Rompay. In 1947 ontwierp zij enkele covers van het weekblad Kuifje. Zij tekende in 1947 en 1948 de strip Geneviève de Brabant en ging werken voor Willy Vandersteen. Daar kleurde ze verhalen van Suske en Wiske in. Tevens illustreerde ze voor haar broer Gommaar onder andere zijn strips Tuurken Den Dol bij de Turken (1950), Hoe Piet Pladijs de Geheimzinnige Zee van Nova Zembla ontdekte (1950) en Scheve Nante (1951). Voor haar zus Lia illustreerde zij de boeken 'Het kleine album van Martha' en 'Tante Martha komt'.
Na de Tweede Wereldoorlog huwde ze met de Zuid-Afrikaanse psychiater Engelbert Meyer en vestigde zich in Zuid-Afrika. Na een ongeval in de jaren 1970 overleed haar man. Timmermans woonde enkele jaren in Londen, waarna ze terugkeerde naar België en introk bij haar zuster Lia in Oostende. Na het overlijden van Lia in 2002 verhuisde zij naar Brugge om dichter bij haar kinderen te zijn. Timmermans overleed in 2020.
Timmermans schilderde onder andere landschappen en portretten, en ontwierp meubels, poppen en glaswerk.
In 2006 organiseerde het Timmermans-Opsomer Museum in Lier een overzichtstentoonstelling van haar werk. Haar schilderkunst behoort tot de naïeve kunststijl. Het kenmerk van haar werk is een pittoreske stijl en felle kleuren.